# Landed gentry

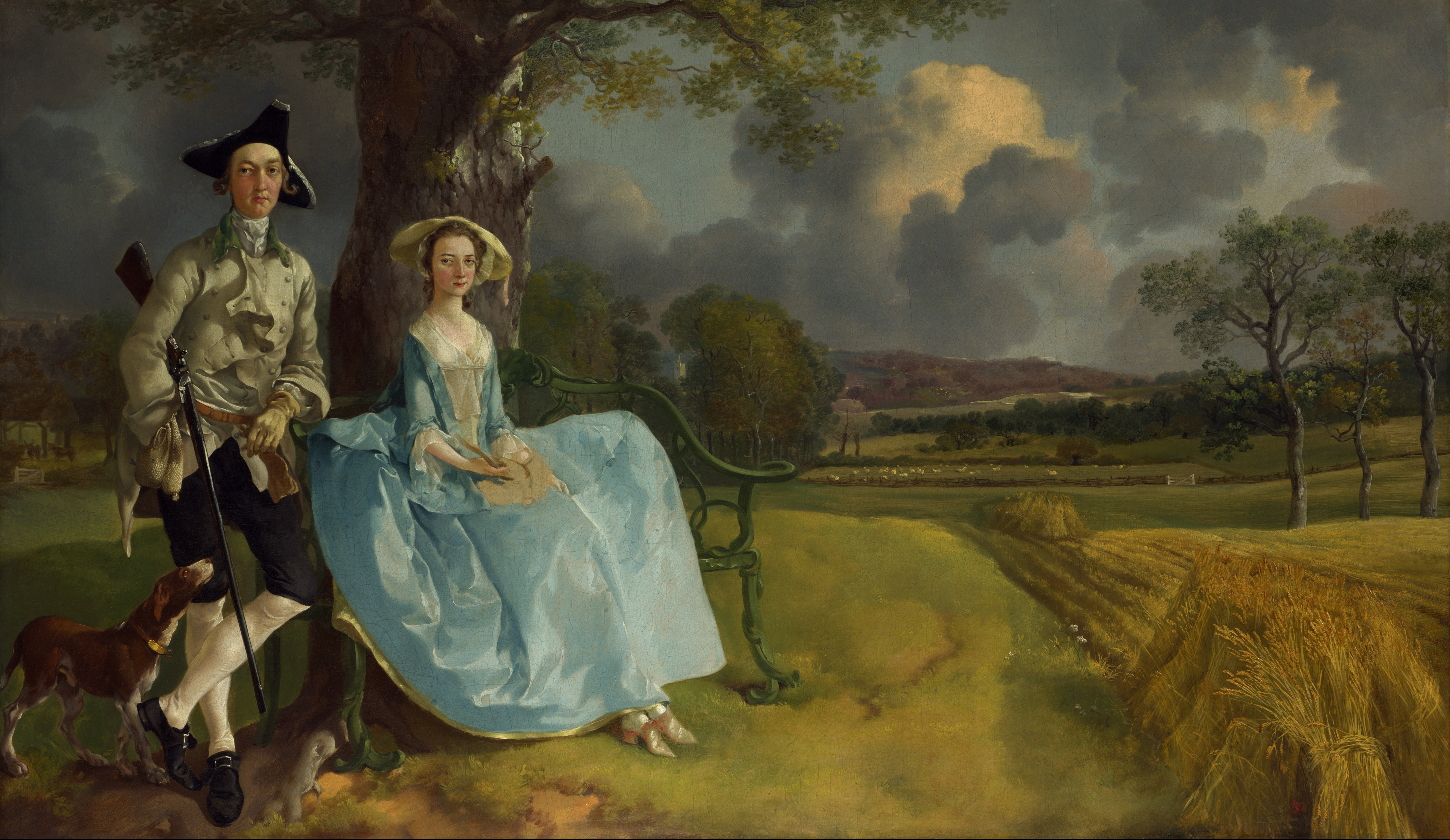
Mr and Mrs Andrews (1748-49) és una pintura de Thomas Gainsborough que mostra membres de la classe social landed gentry. National Gallery, Londres.

Landed gentry és una classe social britànica que va tenir grans privilegis. Generalment considerada com anàloga a l'alta pagesia catalana, constava de propietaris agrícoles terratinents que podien viure completament de les seves rendes. El seu declivi va ser a partir de la crisi econòmica de la dècada de 1870.
El terme "gentry," alguns dels quals eren landed gentry, incloïa, a Anglaterra, quatre grups separats:
1. Baronets, un títol hereditari creat pel rei James l'any 1611 acompanyat del tractament de "Sir" donat que eren cavallers (knights);
2. Knights, originàriament era un grau militar, després estès a civils i també amb el tractament de "Sir".
3. Esquires, originàriament eren homes que aspiraven a ser cavallers (knighthood).
4. Gentlemen, posseïdors d'un estatus social reconegut per Statute of Additions of 1413. Generalment no necessitaven treballar per a viure.